# Camarões Franceses
Camarões Franceses (em francês:  Cameroun Français) foi um território sob mandato francês na África Central e que atualmente constitui a maior parte do território da República de Camarões.
A área atual de Camarões  foi integrada a África Equatorial Francesa (AEF) durante a "Partilha da África", no final do século XIX. No entanto, em 1911, a França cedeu parte do território aos Camarões Alemães, conhecido como Novos Camarões, como resultado da Crise de Agadir, e tornou-se um protetorado alemão. 
Durante a Primeira Guerra Mundial, o território foi ocupado por tropas britânicas e francesas. Após o fim da Guerra, em 1922, a Liga das Nações outorgou um mandato à Grã-Bretanha e à França. O mandato britânico ficou conhecido como Camarões Britânicos, e o mandato francês, Camarões Franceses.
Após a Segunda Guerra Mundial, cada um dos territórios foi feito um mandato ao Protetorado das Nações Unidas. Uma insurreição nacionalista, conduzida pela União dos Povos de Camarões (UPC), ocorre em 1955, em prol da reunificação das áreas administradas por franceses e britânicos num estado independente. O movimento foi fortemente reprimido pela Quarta República Francesa. Ruben Um Nyobé, considerado como o grande heroi da independência do país, foi morto pelo exército francês, em 13 de setembro de 1958. Em outubro de 1960, um outro líder, Félix-Roland Moumié, foi envenenado  pelo serviço secreto francês, em Genebra, e um terceiro, Osendé Afana, foi morto no sudeste do país, em 15 de março de 1966. A UPC continuou sua luta armada até agosto de 1970, quando ocorreu a prisão de Ernest Ouandié, que, seis meses depois, em 15 de janeiro de 1971, seria morto a tiros. 
Camarões se tornou independente, como República de Camarões, em janeiro de 1960. Em outubro de 1961, uniu-se à parte sul de Camarões britânicos para formar a República Federal dos Camarões, enquanto a parte norte, muçulmana, optou pela união com a Nigéria, o que ocorreu em maio do mesmo ano. A luta da UPC durou até a década de 1970.